# Chanda Kochhar
Chanda Kochhar (née le 17 novembre 1961 à Jodhpur) est la gérante et directrice générale de ICICI Bank. Elle est connue en particulier pour son rôle dans la démocratisation des banques privées en Inde,,.

## Enfance
Chanda Kochhar naît à Jodhpur, Rajasthan, et grandit à Jaipur, au Rajasthan. Elle étudie à la St. Angela Sophia School de Jaipur. Elle déménage ensuite à Bombay, où elle effectue une licence au Jai Hind College. Après son diplôme obtenu en 1982, elle étudie la comptabilité, puis obtient un master en management au Jamnalal Bajaj Institute of Management Studies de Bombay. Elle y reçoit la Wockhardt Gold Medal for Excellence in Management Studies et la J. N. Bose Gold Medal in Cost Accountancy.

## Carrière

### 1984–1993
En 1984, Kochhar intègre l'Industrial Credit and Investment Corporation of India (ICICI) pour un stage en gestion. À ses débuts à l'ICICI, elle s'occupe de la gestion et de l'évaluation des projets dans des industries comme le textile, le papier et le ciment.

### 1993–2009
Kochhar a un rôle crucial dans la conquête du marché par l'ICICI Bank pendant les années 1990. En 1993, elle devient membre de l'équipe chargée de mettre en place des services bancaires. Elle devient assistante chef de projet en 1994 et chef du projet en 1996. En 1996, Kochhar est à la tête de la nouvelle Infrastructure Industry Group de l'ICICI Bank, qui a pour but de créer une expertise industrielle dans les domaines de l'énergie, des télécommunications, et des transports. En 1998, elle est promue au rôle de Directrice Générale et est à la tête des grands comptes de l'ICICI Bank, donc des relations avec les 200 clients les plus importants de la banque. En 1999, elle gère aussi les divisions stratégie et e-commerce de l'ICICI Bank. Sous la direction de Kochhar, dès 2000, l'ICICI commence à s'étendre aux domaines de la technologie, de l'innovation, de l'ingéniérie et de la grande distribution. En avril 2001, elle devient directrice exécutive de la banque. En 2006, elle devient présidente par intérim de l'ICICI Bank. En 2006 et 2007, Kochhar gère les affaires internes et B2B de la banque. De 2007 à 2009, elle est CFO (Chief Financial Officer) de la banque.

### 2009 à aujourd'hui
En 2009, Kochhar est nommée directrice générale de la banque et prend la responsabilité des différentes opérations de la banque en Inde et à l'étranger. Elle est également présidente du conseil d'administration de la plupart des filiales de la banque, qui incluent les plus grandes entreprises d'assurance vie et d'assurances en général en Inde.
Kochhar fait partie de l'India-Japan Business Leaders Forum et de l'US-India CEO Forum. Elle est présidente de l'International Monetary Conference, une organisation qui rassemble chaque année les directeurs généraux des 70 plus grandes institutions financières du monde et des membres de gouvernements. Elle est présidente par intérim de l'Indian Banks Association, et fait partie du conseil d'administration de l'Indian Council for Research on International Economic Relations, du National Institute of Securities Markets et de l'Institute of International Finance. Kochhar fait partie du conseil du premier ministre sur le commerce et l'industrie. En 2011, elle préside la réunion annuelle du Forum économique mondial.

## Notoriété
Sous la présidence de Kochhar, l'ICICI Bank reçoit le prix de "Best Retail Bank in India" en 2001, 2003, 2004 et 2005 et "Excellence in Retail Banking Award" en 2002. Les deux récompenses sont distribuées par The Asian Banker. En 2004, Kochhar reçoit le prix de "Retail Banker of the Year (Asie-Pacifique)" de l'Asian Banker, "Business Woman of the Year 2005" de The Economic Times, et "Rising Star Award" en 2006 de la part de Retail Banker International.
Kochhar apparaît chaque année depuis 2005 dans la liste des "Most Powerful Women in Business" de Fortune. En 2005, elle y apparaît en 47e position. En 2006, elle passe 37e, puis 33e en 2007,. En 2008, elle se place 25e. En 2009, elle est 20e de la liste Forbes des "World's 100 Most Powerful Women". Elle est deuxième Indienne de la liste, derrière la dirigeante du Congrès national indien Sonia Gandhi, classée treizième. En 2010, elle est 92e, et 43e en 2011 et en 2014,,. En 2015, elle est 35e.
En 2011, elle est dans la liste des "Most Powerful Women" de Business Today. En 2011, elle est aussi dans la liste des "50 Most Influential People in Global Finance" de Bloomberg Markets. Chanda Kochhar reçoit l'ASSOCHAM Ladies League Mumbai Women of the Decade Achievers Award le 2 janvier 2014.
En 2014, Kochhar reçoit un doctorat honorifique de l'université Carleton, au Canada, pour son travail de pionnière dans le secteur financier, sa gestion dans une période de crise économique, et ses valeurs éthiques dans les affaires.
En 2011, elle reçoit le Padma Bhushan, une des plus hautes récompenses civiles en Inde. La même année, elle reçoit le prix "ABLF Woman of Power Award (India)" à l'Asian Business Leadership Forum Awards.
En 2011, 2012 et 2013, Kochhar fait partie de la Power List des 25 femmes les plus puissantes d'Inde dans India Today. Elle est dans la liste des 100 Most Influential People in the World 2015 de TIME.  En 2015, elle est aussi première de la liste Fortune des 100 femmes les plus puissantes d'Asie-Pacifique.
Kochhar arrive en 40e position de la "High and Mighty Power List 2016" d'India Today. La même année, elle est classée 22e dans la liste des 50 femmes d'affaires asiatiques de Forbes.

## Vie personnelle
Kochhar habite à Bombay et est mariée à Deepak Kochhar, un entrepreneur en énergie éolienne et son camarade de classe à l'université. Ils ont deux enfants, une fille, Aarti, et un fils, Arjun,,.